# Hugh Hefner
Hugh Marston Hefner (Chicago, 9. travnja 1926. – 27. rujna 2017.) bio je američki izdavač, poznat kao osnivač, glavni urednik i glavni kreativni urednik Playboya.

## Životopis
Nakon osnovne i srednje škole otišao je u vojsku, a poslije se oženio. Njegova supruga mu je priznala da je imala aferu dok je bio u vojsci. Sam Hefner je to nazvao "najgorim trenutkom u mom životu." Njegova supruga nije se protivila ako je on htio imati ljubavnice. Nakon deset godina braka i dvoje djece, Davida i Christie, razveli su se 1959. godine.
Otišao je iz časopisa "Esquire" (gdje je radio kao copyrighter) 1953. godine, nakon što su mu odbili povišicu plaće od 5 dolara. Iznajmivši namještaj za 600 i dobivši još 8000 dolara od 45 investitora (uključujući i 1000 dolara od majke), u prosincu 1953. godine na stolu je složio prvi broj Playboya koji se originalno trebao zvati "Momačka večer" (Stag Party).
Nije ga datirao jer nije bio siguran hoće li biti drugog broja. 